# Miletus niasicus
Miletus niasicus är en fjärilsart som beskrevs av Hans Fruhstorfer 1913. Miletus niasicus ingår i släktet Miletus och familjen juvelvingar. Inga underarter finns listade i Catalogue of Life.